# Josef Marek

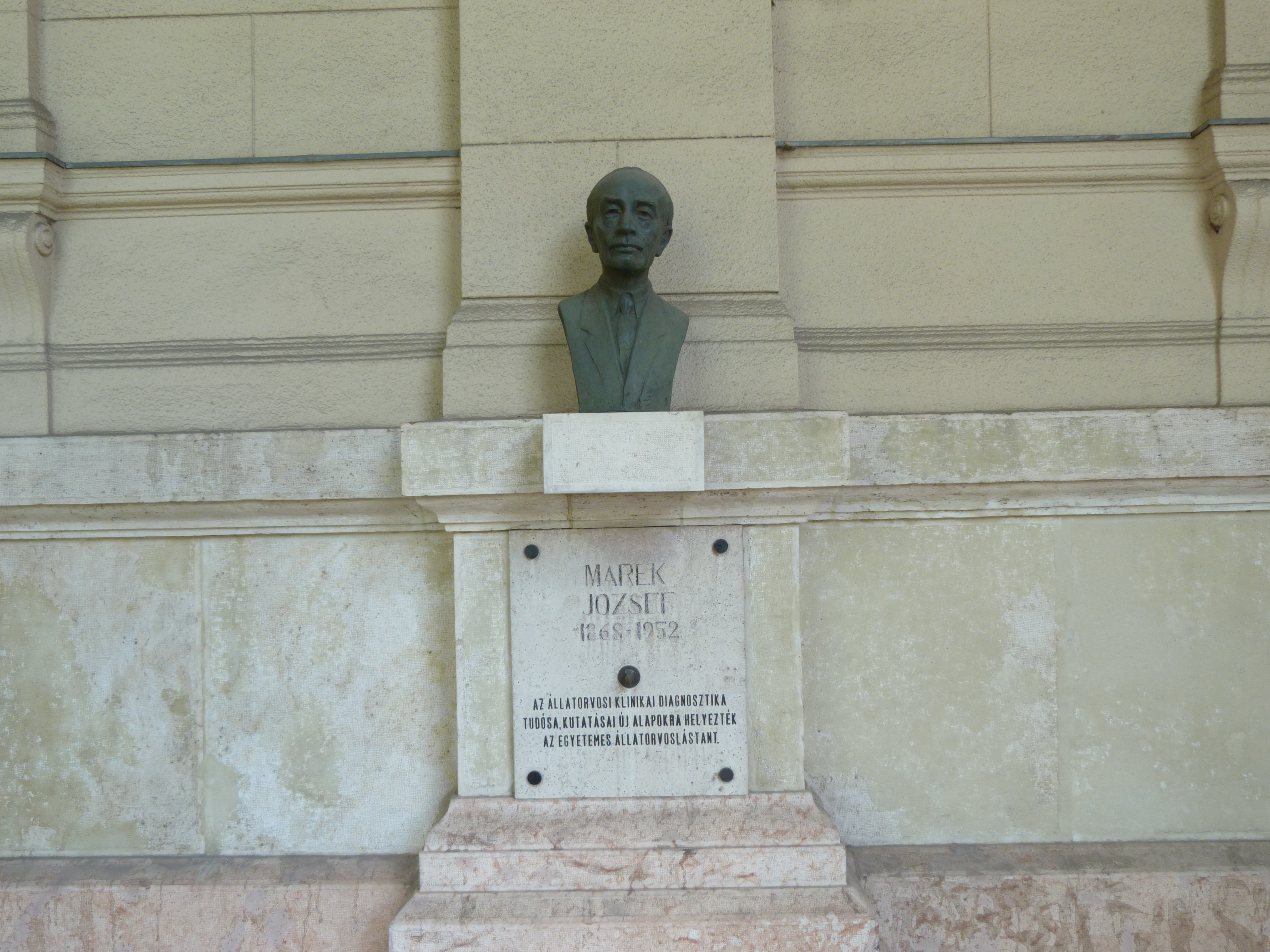
Büste Mareks auf dem Lajos-Kossuth-Platz in Budapest

Josef Marek oder József Marek (* 18. März oder 19. März 1868 in Vágszerdahely, Komitat Neutra, Königreich Ungarn; † 7. September 1952 in Budapest) war ein ungarischer Tierarzt und von 1898 bis 1935 Professor für Veterinärpathologie an der Veterinärmedizinischen Universität Budapest. 1907 beschrieb er erstmals eine Herpesviruserkrankung beim Geflügel, die heute nach ihm als Marek-Krankheit bezeichnet wird. Seine Lehrbücher erschienen in mehreren Auflagen und wurden in mehrere Sprachen übersetzt. Marek war seit 1925 Mitglied der Leopoldina.

## Schriften
- Lehrbuch der klinischen Diagnostik der inneren Krankheiten der Haustiere.
- mit Franz Hutyra: Spezielle Pathologie und Therapie der Haustiere. 2 Bände. Jena 1905–1906; 11. Auflage, mit Manninger und J. Mócsy, ebenda 1959.
- Die Rhachitis in ihren ätiologischen, biochemischen, pathogenetischen, pathologisch-anatomischen und klinischen Beziehungen.
- mit Oskar Wellmann: Die orientalische Rinderpest mit besonderer Berücksichtigung der klinischen und anatomischen Merkmale und er Differentialdiagnose. Im Anhange: 14 Krankengeschichten und Zerlegungsbefunde.
- Über originäre Kuhpocken beim Menschen.